# Rastapopoulos
Roberto Rastapopoulos o, con más frecuencia, simplemente Rastapopoulos, es un personaje ficticio de las historietas de la serie Las aventuras de Tintín, del dibujante belga Hergé, quien interpreta a uno de los principales antagonistas de Tintín en la serie, apareciendo en varias de las historietas.
Rastapopulos es un millonario mafioso y gran enemigo de Tintín. Desprovisto de escrúpulos, organiza los más enrevesados complots para conseguir sus fines. Suele rodearse de gente del mismo estilo, y varias veces está asociado en el crimen con Allan Thompson, otro personaje recurrente. A pesar de sus aires de grandeza, finalmente siempre queda su carácter de nuevo rico hortera y ridículo. Su nacionalidad es un misterio, aunque se menciona a veces (y se supone por el nombre) que es griego[cita requerida].
Aparece por vez primera anónimamente junto al protagonista en una escena final de Tintín en América, o quizá fuese un personaje conceptual de él. El primer encuentro entre ambos personajes tiene lugar en Los cigarros del faraón, a bordo del barco Epomeo, que navega por el Mar Mediterráneo. No hay rivalidad en ese primer momento, pero la escena ya muestra que Rastapopoulos es un personaje poco recomendable. Tintín volverá a encontrárselo unas páginas más adelante en medio del desierto, dirigiendo una película para la productora de cine Cosmos Pictures. En El Loto Azul, álbum en el que continúa la trama iniciada en el anterior, Tintín descubrirá que Rastapopoulos es quien dirige el tráfico de opio que hace de hilo conductor de ambos álbumes. Reaparece en Stock de coque dedicado al tráfico de esclavos en el Mar Rojo, junto a las costas de Khemed, camuflado bajo la identidad de Marqués de Gorgonzola. Desaparecerá dejando que Tintín crea que se ha ahogado en el mar. Su último enfrentamiento tiene lugar en Vuelo 714 para Sídney: Rastapopoulos intenta apoderarse de la fortuna del millonario Laszlo Carreidas. Desaparecerá junto a su socio Allan Thompson en un platillo volante, a un destino desconocido.
Rastapopoulos es también un personaje importante en la trama de Tintín y el lago de los tiburones, película realizada en 1972 (y no dibujada por Hergé, pero sí supervisada y aceptada por él) que más tarde se editó como historieta. En dicha aventura, Rastapopoulos era finalmente apresado por las autoridades, después de llevar a cabo una trama de falsificación de obras de arte.
Supuestamente también aparecería en el inacabado Tintín y el Arte-Alfa, si bien Hergé no llegó a desvelar la identidad del villano en el álbum.
Según la versión de Yves Rodier de Tintín y el Arte-Alfa, la hipnosis que le fue llevada a cabo a bordo del platillo volante al parecer no consiguió que el personaje tuviera la voluntad de abandonar su afán por las actividades delictivas, como sí ocurrió con otros afectados como Allan. Rastapopoulos falleció al precipitarse por un acantilado cuando trataba de asesinar a Tintín y al capitán Haddock.